# プロ野球ストライキ
プロ野球ストライキ（プロやきゅうストライキ）ではプロ野球におけるストライキについて扱う。一般には選手が労働争議の一環として試合に出場することを拒否し、試合の開催が中止されることを指す。放棄試合とは区別され、勝敗もカウントされない。
審判員や球場・球団職員が争議の一環としてストライキ（厳密にはストライキではなくロックアウトである）を決行し、試合が中止となる可能性もあるが、そうしたケースは日本ではまだ起きていない。

## 日本

### NPBにおけるストライキ
日本では2004年に日本プロ野球発足以来初となるストライキが行われた。2023年現在まで、日本野球機構（NPB）でストライキが行われた唯一の例である（以下、球団呼称・選手の所属球団・役職などは当時のもの）。

#### 経緯
2004年6月、大阪近鉄バファローズは親会社の財務状況が厳しくなったことを理由にオリックス・ブルーウェーブとの合併を発表し、プロ野球再編問題が起こる。この合併構想は1958年以来続く2リーグ12球団制の根幹を崩すものであり、将来の1リーグ制移行も視野に入れた球団数の削減が見込まれていた。
労働組合・日本プロ野球選手会は球団数削減を見込んだ近鉄とオリックスの合併に強く反発した。7月10日に選手会は臨時大会を招集し、近鉄とオリックスの合併を1年間凍結し、この間に両球団の合併が野球界にとって最良の選択か否かを討議すること、あわせて来シーズンからの合併が強行された場合に選手会としてストライキ権行使の可能性を決議した。この際、日本プロ野球全体の問題として球団経営の改善策の提言も決議している。
8月12日、選手会はスト権を確立した。同日までの開票で組合員752人中賛成648、反対7、無効扱い6（未開票91）という結果だった。
9月6日、選手会はオリックスと近鉄の合併1年間凍結などの要求が受け入れられなかった場合にストライキを実施することを決議した。ストライキは「9月11日以降、9月中の毎週土曜日・日曜日に開催される1軍と2軍の全公式試合（セ・リーグ、パ・リーグ、イースタン・リーグ、ウエスタン・リーグ）」を対象とした。合併当事者である近鉄を中心に無期限という意見が出たが、12球団で一斉にやることの意義を理由に土日に限定したストライキを決議した。しかし、需要が見込まれやすい事例のストライキは一般社会の反発が大きいため敬遠される向きもあり、土日という最も需要が見込まれる時期にストライキを設定したことに疑問を持つ専門家もいた。
また、読売ジャイアンツ（巨人）の桃井恒和球団社長は同日、「2試合ならカバーできるが6試合やられたら（公式戦は）なしになると思う。 優勝は決められない」と主張してストが最大6試合に及んだ場合はペナントレースを無効とすることを提案する意向を示した。これは当時セ・リーグ首位を走る中日ドラゴンズを牽制した発言であることは明らかだった。中日・西川順之助球団社長は翌7日に「現時点で既に100試合以上を消化しているのに『優勝無効』を主張する巨人側の姿勢はスポーツマンシップに反するし（仮に優勝が無効になれば）ファンも納得しない。仮に巨人が現時点で首位に立っていれば『ストライキが6試合行われたら優勝は無効』などとは主張しないはずだ」と不快感を示した。落合博満監督は騒動のさなかに井端弘和選手会長を監督室に呼び「選手会として、徹底的に戦ってこい。優勝や日本シリーズがなくなってもかまわない。世の中にはそれ以上に大切なことがある」とスト決行を後押しした。

#### 団体交渉とストライキ回避
9月9日・10日の両日、大阪市内にて NPB・球団側と選手会の間で初の労使交渉（団体交渉）が行われた。この席で暫定合意点に関する申し合わせが行われ、これにより9月11・12日に選手会が予定したストライキはひとまず回避された。しかし、記者会見で瀬戸山隆三（千葉ロッテマリーンズ球団代表）が古田敦也選手会長に握手を求めた際、古田がこれを拒否したため、両者の間にはまだ溝が残されたままであった。
| 試合            | 開始時間 | 球場                                       |
| 一軍            | 一軍     | 一軍                                       |
| --------------- | -------- | ------------------------------------------ |
| 巨人×ヤクルト   | 18:00 -  | 東京ドーム                                 |
| 横浜×阪神       | 14:00 -  | 横浜スタジアム                             |
| 中日×広島       | 18:00 -  | ナゴヤドーム                               |
| 西武×オリックス | 13:00 -  | 西武ドーム                                 |
| ロッテ×日本ハム | 13:00 -  | 千葉マリンスタジアム                       |
| ダイエー×近鉄   | 18:00 -  | 福岡ドーム                                 |
| 二軍            |          |                                            |
| ヤクルト×巨人   | 13:00 -  | 11日：足利硬式野球場、12日：大田スタジアム |
| ロッテ×日本ハム | 13:00 -  | ロッテ浦和球場                             |
| 中日×サーパス   | 12:30 -  | ナゴヤ球場                                 |

#### 交渉決裂、ストライキ決行へ
9月16日・17日、改めて球団側と選手会の団体交渉が東京で行われた。17日の17時までだった交渉期限を2時間程度延長したが合意には至らず交渉は決裂した。選手会・球団側の双方は21時10分頃より会見を行い、選手会側は9月18日・19日にストライキを決行すると発表した。この結果、9月18日・19日の両日に予定されていた1軍と2軍の公式試合はすべて中止された。
ストライキ決行の日に予定された試合はセ・リーグで首位と2位、3位と4位、5位と6位がそれぞれ直接対決するカードであったこと、一方パ・リーグも首位と2位の直接対決で、勝てば首位が決定する試合だったこと、3位と4位もゲーム差が0.5であり、プレーオフ進出に直結する重要な試合であったことなど、シーズン終盤において注目される試合が目白押しであった。
ストライキの期間中、各球団選手会は独自にサイン会や握手会などのイベントを開催した。また試合が行われる予定だった球場で練習なども行ったが、球団から資金が出ないため移動はジャージ姿で歩いて球場に出向いたほか、練習中の球拾いも選手自ら行っていた。一部球団では球場および球団施設（練習施設・合宿所・寮・ロッカーなど）の閉鎖、または使用の都度使用料を請求するロックアウトも検討された。
野球協約の第7条では「野球活動休止1日につき、年俸の300分の1を減俸することができる」とあり、今回のストライキはこれにあたるとされ、規定に基づき各球団はストライキに参加した選手の年俸をその分削減したが、ストライキで試合が中止になったため生じた損失はこれ以上とされている。なお、日本プロ野球選手会に所属していない外国人選手はストライキに参加していないため減俸されなかった。
連続試合出場などの記録は途切れず継続とされ、例えば金本知憲の場合はストライキのあったこの年を含めた1998年 - 2011年までとなっている。
また日本プロ野球選手会は、9月19日に東京・銀座ヤマハホールで「みんな野球が好きなんだ」をテーマとしたイベント「ファンと選手の集い」を開催した。告知期間は短かったが、多くのファンが訪れたため、1回の予定を急遽2回に変更している。
なお、18日に野球中継を放送予定だったNHK総合テレビは『列島縦断 鉄道12000キロの旅 〜最長片道切符でゆく42日〜』に、19日に野球中継を放送予定だったTBSテレビでは『警察24時』にそれぞれ番組変更して穴埋めした。
また、18日・19日に野球中継を放送予定だった民放ラジオ局では解説者を招いて、揃って『どうなる!?プロ野球』等のテーマで聴取者からFAXやメールを募り、討論番組を放送した。
| 試合              | 開始時間 | 球場                           |
| 一軍              | 一軍     | 一軍                           |
| ----------------- | -------- | ------------------------------ |
| ヤクルト×阪神     | 18:20 -  | 神宮球場                       |
| 横浜×広島         | 14:00 -  | 横浜スタジアム                 |
| 中日×巨人         | 18:00 -  | ナゴヤドーム                   |
| 日本ハム×近鉄     | 13:00 -  | 札幌ドーム                     |
| オリックス×ロッテ | 13:00 -  | ヤフーBBスタジアム             |
| ダイエー×西武     | 18:00 -  | 福岡ドーム                     |
| 二軍              |          |                                |
| 巨人×日本ハム     | 13:00 -  | 横手（18日は元々試合予定なし） |
| 西武×ロッテ       | 13:00 -  | 上尾                           |
| 湘南×ヤクルト     | 18:00 -  | 横須賀                         |

|    | 球団       | 勝敗        | 差  | 残り試合 | 残り試合 | 残り試合 | 残り試合 | 残り試合 | 残り試合 |
| ダ | 球団       | 勝敗        | 差  | 西       | ロ       | 日       | 近       | オ       |          |
| -- | ---------- | ----------- | --- | -------- | -------- | -------- | -------- | -------- | -------- |
| 1  | ダイエー   | 76勝50敗4分 | －  | -        | (2)      | 0        | 3        | 0        | 0        |
| 2  | 西武       | 73勝56敗1分 | 4.5 | (2)      | -        | 2        | 0        | 1        | 0        |
| 3  | ロッテ     | 64勝64敗3分 | 8.5 | 0        | 2        | -        | 0        | 0        | (2)      |
| 4  | 日本ハム   | 63勝64敗2分 | 0.5 | 3        | 0        | 0        | -        | (2)      | 1        |
| 5  | 近鉄       | 58勝67敗2分 | 4   | 0        | 1        | 0        | (2)      | -        | 5        |
| 6  | オリックス | 46勝79敗2分 | 12  | 0        | 0        | (2)      | 1        | 5        | -        |

※括弧はストライキで中止となった試合

#### 3度目の団体交渉、そして終結へ
9月22日と9月23日の両日、名古屋市内にて3度目の団体交渉が行われた結果、「12球団制の維持」「新規参入球団への預かり保証金制導入」など7項目で合意に達し、交渉は妥結した。一連の球界再編問題に対して「終結宣言」が出された。
9月27日に実行委員会は9月18・19日のストライキに伴う再試合を実施しないことを決定した。

### 関西独立リーグにおけるストライキ
関西独立リーグの神戸9クルーズで起きた事例であるが、リーグの全選手ではなかったことや、試合そのものは開催されたため、NPBやメジャーリーグの事例とはやや性格が異なる。
2009年7月29日、選手の育成方針を巡って神戸の中田良弘監督と広田和代社長が対立し、広田社長は中田監督を解任した。中田監督の方針を支持する選手からは解任に対する反発が起きる。解任の翌日にはチーム唯一の女子選手である吉田えりが一時退団を発表した。31日の紀州レンジャーズ戦では選手4人が出場を拒否した。出場できる野手が8人（リーグは指名打者制を採用）となったため、コーチから監督代行となった村上眞一が急遽指名打者として出場することで、試合は無事に開催された。

## MLBにおけるストライキ
メジャーリーグベースボール（MLB）では過去にたびたび選手会側と経営者側の衝突が起こり、5度の選手会側によるストライキと3度の経営者側によるロックアウト（施設からの締め出し）が実施されている。下記の3つのストライキの他に実施された、1980年（4月1日から8日まで）と1985年（8月6日から7日まで）のストライキはそれぞれスプリングトレーニング期間中と2日間のみで、シーズンの試合は中止されなかった。

### 1972年のストライキ
MLB史上初めてのストライキで1972年4月1日から4月13日まで行われ、シーズンの開幕が遅れた。選手側と経営者側は新たな労働協約を結ぶ事で合意した。13日間に行われる予定だった合計86試合が中止となった。選手会側はストライキ中に出場出来なかった試合分の給与を失ったが、トレードの拒否権、テン・アンド・ファイブルール（ノートレード条項）を勝ち取った。また、年金基金に50万ドルが追加され、年俸調停制度が導入された。

### 1981年のストライキ
フリーエージェント（FA）選手の補償問題で、FA制度の形骸化を目論む経営者側と選手会側が折り合わず、1981年シーズン途中の6月12日からストライキを決行した。ストライキは50日間に及び、保険を掛けていた経営者側が有利に進め、FA選手を喪失した球団に対してドラフト選択権を付与するシステムを導入することで双方が合意した。スト解除は7月31日であった。合計713試合が中止となった。そのため、プレーオフ方式の再編成を余儀なくされ、この年はレギュラーシーズンが前後期のスプリットシーズン制となった。

### 1994年-1995年のストライキ
この年のストライキは越年し、MLB史上最長となった。経営者側が、チームの総年俸に上限を定めるサラリーキャップ制度を導入しようとしたものの、選手会側がこれに反発し、1994年シーズン途中の8月12日からストライキを行った。ストライキは232日間にも及び、残りの公式戦やポストシーズンが中止されたため、二度の世界大戦の際でも中止にならなかったワールドシリーズも中止になった。
早期解決を促すべく、翌1995年2月にアメリカ合衆国大統領ビル・クリントンが2度目の調停に入るが、調停は失敗に終わった。ストライキは4月2日をもって解除されたが、この年のシーズン開幕は4月25日と、当初の4月2日から約1ヶ月遅れることとなった。合計938試合が中止となった。なお開催が中止されたワールドシリーズに代わり、アメリカ合衆国の一部では日本シリーズが中継された。
経営者側は、サラリーキャップ制度の導入を断念した。1997年3月14日に、収益分配制度や年俸の抑制を目的とした、選手会と経営者の間で新たな労働協約が締結され、サラリーキャップ制度の代替案として、年俸総額が一定の額を超えたチームに、いわゆる贅沢税を課す課徴金制度が導入された。このストライキでは大規模なファン離れが生じ、1997年のインターリーグ導入の契機にもなった。

### 2002年のストライキ危機
実際には実行には移されなかったが、ストライキが行われる直前まで至った。年俸総額や球団削減などを織り込んだ新労使交渉が選手会と経営者の間で折り合わず、2002年8月30日までに妥結されない場合はストライキを決行することにした。ストライキ開始日となる8月30日が近づいても交渉はこう着状態のままでストライキ回避は不可能と思われていたが、ストライキ決行日に決めていた8月30日に事態は急転し交渉が妥結され、ストライキは回避された。急転妥結の原因として、1994年のストライキによる野球離れの再来を労使ともに警戒したためとされる。
2002年8月に妥結された労使協定は2006年12月19日までとなっており対応が注目されたが、2006年10月24日に過去最長となる5年間の新労使協定を締結した。今回の契約内容には、2011年12月までストライキやロックアウトが行われないことなどが盛り込まれている。